# Süper Lig 2024-2025
La Süper Lig 2024-2025, anche nota come Trendyol Süper Lig 2024-2025 per motivi di sponsorizzazione, è stata la 67ª edizione della massima divisione del campionato turco di calcio. La stagione è iniziata il 9 agosto 2024 ed è terminata il 1º giugno 2025 con la vittoria del Galatasaray, al suo venticinquesimo titolo nazionale.
Capocannoniere del torneo è stato il nigeriano Victor Osimhen (Galatasaray) con 26 reti.

## Stagione

### Novità
Al termine della stagione precedente Ankaragücü, Fatih Karagümrük, Pendikspor e İstanbulspor sono retrocesse in TFF 1. Lig, dalla quale invece sono state promosse Eyüpspor, Göztepe (rispettivamente prima e seconda classificata), e il Bodrumspor, che ha vinto i play-off: pertanto le squadre partecipanti sono diminuite da 20 a 19.

### Formula
Le 19 squadre partecipanti si affrontano in un girone all'italiana con partite di andata e ritorno, per un totale di 38 giornate. La prima classificata al termine della stagione è designata campione di Turchia e ammessa alla UEFA Champions League 2025-2026. La squadra seconda classificata viene ammessa alla qualificazione di UEFA Champions League. La squadra terza classificata viene ammessa alla qualificazione della UEFA Europa League 2025-2026, mentre la quarta viene ammessa al secondo turno di qualificazione della UEFA Conference League 2025-2026. La vincitrice della Coppa di Turchia è ammessa ai play-off della UEFA Europa League 2025-2026. Sono quattro le squadre a dover retrocedere in TFF 1. Lig per riportare un organico pari.

## Squadre partecipanti
| Club                | Stagione | Città                  | Stadio                          | Stagione precedente                          |
| ------------------- | -------- | ---------------------- | ------------------------------- | -------------------------------------------- |
| Adana Demirspor     |          | Adana                  | Stadio nuovo di Adana           | 12º posto in Süper Lig                       |
| Alanyaspor          |          | Alanya                 | Stadio Bahçeşehir Okulları      | 8º posto in Süper Lig                        |
| Antalyaspor         |          | Adalia                 | Antalya Arena                   | 10º posto in Süper Lig                       |
| Beşiktaş            | dettagli | Istanbul (Beşiktaş)    | Vodafone Arena                  | 6º posto in Süper Lig                        |
| Bodrum              |          | Bodrum                 | Bodrum İlçe Stadium             | 4º posto in 1. Lig, promosso dopo i play-off |
| Çaykur Rizespor     |          | Rize                   | Stadio Çaykur Didi              | 9º posto in Süper Lig                        |
| Eyüpspor            |          | Istanbul (Eyüp)        | Stadio Eyüp                     | 1º posto in 1. Lig, promosso                 |
| Fenerbahçe          | dettagli | Istanbul (Kadıköy)     | Stadio Şükrü Saraçoğlu          | 2º posto in Süper Lig                        |
| Galatasaray         | dettagli | Istanbul (Beyoğlu)     | Stadio Türk Telekom             | 1º posto in Süper Lig, campione di Turchia   |
| Gaziantep           |          | Gaziantep              | Stadio Kâmil Ocak               | 11º posto in Süper Lig                       |
| Göztepe             |          | Smirne (Konak-Göztepe) | Necmi Kadıoğlu Stadyumu         | 2º posto in 1. Lig, promosso                 |
| Hatayspor           |          | Antiochia              | Stadio nuovo di Hatay           | 16º posto in Süper Lig                       |
| İstanbul Başakşehir |          | Istanbul (Başakşehir)  | Stadio Başakşehir Fatih Terim   | 4º posto in Süper Lig                        |
| Kasımpaşa           |          | Istanbul (Beyoğlu)     | Stadio Recep Tayyip Erdoğan     | 5º posto in Süper Lig                        |
| Kayserispor         |          | Kayseri                | Stadio Kadir Has                | 14º posto in Süper Lig                       |
| Konyaspor           |          | Konya                  | Stadio municipale metropolitano | 15º posto in Süper Lig                       |
| Samsunspor          |          | Samsun                 | Nuovo stadio 19 maggio          | 13º posto in Süper Lig                       |
| Sivasspor           |          | Sivas                  | Nuovo stadio 4 settembre        | 7º posto in Süper Lig                        |
| Trabzonspor         | dettagli | Trebisonda             | Stadio Şenol Güneş              | 3º posto in Süper Lig                        |

## Allenatori e primatisti
| Squadra             | Allenatore                                                                                      | Calciatore più presente                         | Cannoniere                |
| ------------------- | ----------------------------------------------------------------------------------------------- | ----------------------------------------------- | ------------------------- |
| Adana Demirspor     | Michael Valkanis (1ª-6ª) Serkan Damala (ad interim, 7ª-21ª) Mustafa Alper Avcı (22ª-)           | Abdulsamet Burak Maestro (33)                   | Yusuf Barası (8)          |
| Alanyaspor          | Fatih Tekke (1ª-11ª) Sami Uğurlu (12ª-27ª) João Pereira (28ª-)                                  | Sergio Córdova (35)                             | Sergio Córdova (9)        |
| Antalyaspor         | Alexsandro de Souza (1ª-18ª) Emre Belözoğlu (18ª-)                                              | Jakub Kałuziński Braian Samudio (35)            | Adolfo Gaich (8)          |
| Beşiktaş            | Giovanni van Bronckhorst (1ª-10ª) Serdar Topraktepe (11ª-) (11ª-18ª) Ole Gunnar Solskjær (19ª-) | Rafa Silva (35)                                 | Ciro Immobile (15)        |
| Bodrum              | İsmet Taşdemir (1ª-10ª) Volkan Demirel (11ª-22ª) José Morais (23ª-)                             | George Pușcaș Freddy (34)                       | George Pușcaș (8)         |
| Çaykur Rizespor     | İlhan Palut                                                                                     | Ali Sowe (36)                                   | Ali Sowe (19)             |
| Eyüpspor            | Arda Turan                                                                                      | Emre Akbaba (36)                                | Mame Thiam (15)           |
| Fenerbahçe          | José Mourinho                                                                                   | Sebastian Szymański Dušan Tadić Edin Džeko (35) | Youssef En-Nesyri (20)    |
| Galatasaray         | Okan Buruk                                                                                      | Dries Mertens Fernando Muslera (34)             | Victor Osimhen (26)       |
| Gaziantep           | Selçuk İnan                                                                                     | Deian Sorescu Alexandru Maxim (34)              | David Okereke (8)         |
| Göztepe             | Stanimir Stoilov                                                                                | Héliton (34)                                    | Rômulo (13)               |
| Hatayspor           | Özhan Pulat (1ª -14ª) Rıza Çalımbay (15ª -17ª) Murat Şahin (18ª-)                               | Joelson Fernandes (34)                          | Bilal Boutobba (11)       |
| İstanbul Başakşehir | Çağdaş Atan                                                                                     | Deniz Türüç (34)                                | Krzysztof Piątek (21)     |
| Kasımpaşa           | Sami Uğurlu (1ª-11ª) Hakan Keleş (12ª-21ª) Burak Yılmaz (22ª-)                                  | Mamadou Mbacke (36)                             | Nuno da Costa (13)        |
| Kayserispor         | Burak Yılmaz (1ª-7ª) Sinan Kaloğlu (8ª-21ª) Sergej Jakirović (22ª-)                             | Duckens Nazon Kartal Yılmaz (33)                | Duckens Nazon (9)         |
| Konyaspor           | Ali Çamdalı (1ª -10ª) Recep Uçar (11ª-)                                                         | Guilherme Sityá Yusuf Erdoğan (34)              | Blaž Kramer (9)           |
| Samsunspor          | Thomas Reis                                                                                     | Okan Kocuk (36)                                 | Marius Mouandilmadji (10) |
| Sivasspor           | Bülent Uygun (1ª-16ª) Ömer Erdoğan (18ª-)                                                       | Charilaos Charisīs (33)                         | Rey Manaj (12)            |
| Trabzonspor         | Abdullah Avcı (1ª-4ª) Şenol Güneş (5ª-27ª) Fatih Tekke (28ª -)                                  | Pedro Malheiro (33)                             | Simon Banza (19)          |

## Classifica
Aggiornata al 31 maggio 2025
|  | Pos. | Squadra               | Pt | G  | V  | N  | P  | GF | GS | DR  |
|  | ---- | --------------------- | -- | -- | -- | -- | -- | -- | -- | --- |
|  | 1.   | Galatasaray           | 95 | 36 | 30 | 5  | 1  | 91 | 31 | +60 |
|  | 2.   | Fenerbahçe            | 84 | 36 | 26 | 6  | 4  | 90 | 39 | +51 |
|  | 3.   | Samsunspor            | 64 | 36 | 19 | 7  | 10 | 55 | 41 | +14 |
|  | 4.   | Beşiktaş              | 62 | 36 | 17 | 11 | 8  | 59 | 36 | +23 |
|  | 5.   | İstanbul Başakşehir   | 54 | 36 | 16 | 6  | 14 | 60 | 56 | +4  |
|  | 6.   | Eyüpspor              | 53 | 36 | 15 | 8  | 13 | 52 | 47 | +5  |
|  | 7.   | Trabzonspor           | 51 | 36 | 13 | 12 | 11 | 58 | 45 | +13 |
|  | 8.   | Göztepe               | 50 | 36 | 13 | 11 | 12 | 59 | 50 | +9  |
|  | 9.   | Çaykur Rizespor       | 49 | 36 | 15 | 4  | 17 | 52 | 58 | -6  |
|  | 10.  | Kasımpaşa             | 47 | 36 | 11 | 14 | 11 | 62 | 63 | -1  |
|  | 11.  | Konyaspor             | 46 | 36 | 13 | 7  | 16 | 45 | 50 | -5  |
|  | 12.  | Gaziantep             | 45 | 36 | 12 | 9  | 15 | 45 | 50 | -5  |
|  | 13.  | Kayserispor           | 45 | 36 | 11 | 12 | 13 | 45 | 47 | -12 |
|  | 14.  | Alanyaspor            | 45 | 36 | 12 | 9  | 15 | 43 | 50 | -7  |
|  | 15.  | Antalyaspor           | 44 | 36 | 12 | 8  | 16 | 37 | 62 | -25 |
|  | 16.  | Bodrumspor            | 37 | 36 | 9  | 10 | 17 | 26 | 43 | -17 |
|  | 17.  | Sivasspor             | 35 | 36 | 9  | 8  | 19 | 44 | 60 | -16 |
|  | 18.  | Hatayspor             | 25 | 36 | 6  | 8  | 22 | 47 | 74 | -27 |
|  | 19.  | Adana Demirspor (-12) | 2  | 36 | 3  | 5  | 28 | 34 | 92 | -58 |

Legenda:
      Campione di Turchia e ammessa agli spareggi della UEFA Champions League 2025-2026.
      Ammessa al secondo turno di qualificazione della UEFA Champions League 2025-2026.
      Ammessa al terzo turno di qualificazione della UEFA Europa League 2025-2026.
      Ammessa al secondo turno di qualificazione della UEFA Conference League 2025-2026
      Retrocesse in TFF 1. Lig 2025-2026
Note:
Tre punti a vittoria, uno a pareggio, zero a sconfitta.
La classifica viene stilata secondo i seguenti criteri:
- Punti conquistati
- Punti conquistati negli scontri diretti
- Differenza reti negli scontri diretti
- Reti realizzate negli scontri diretti
- Differenza reti generale
- Reti totali realizzate

## Risultati

### Tabellone
Ogni riga indica i risultati casalinghi della squadra segnata a inizio della riga, contro le squadre segnate colonna per colonna (che invece avranno giocato l'incontro in trasferta). Al contrario, leggendo la colonna di una squadra si avranno i risultati ottenuti dalla stessa in trasferta, contro le squadre segnate in ogni riga, che invece avranno giocato l'incontro in casa.
|                     | ADA  | ALA  | ANT  | BES  | BOD  | CaR  | EYU  | FEN  | GAL  | GAZ  | GOZ  | HAT  | IsB  | KAS  | KAY  | KON  | SAM  | SIV  | TRA  |
| ------------------- | ---- | ---- | ---- | ---- | ---- | ---- | ---- | ---- | ---- | ---- | ---- | ---- | ---- | ---- | ---- | ---- | ---- | ---- | ---- |
| Adana Demirspor     | –––– | 0-2  | 1-1  | 2-1  | 0-0  | 1-2  | 0-1  | 0-4  | 1-5  | 2-2  | 1-2  | 0-5  | 0-1  | 3-5  | 0-2  | 0-1  | 1-3  | 2-4  | 0-1  |
| Alanyaspor          | 3-2  | –––– | 1-2  | 1.1  | 0-1  | 1-0  | 1-1  | 0-2  | 1-2  | 3-0  | 1-1  | 0-0  | 5-4  | 1-2  | 1-1  | 2-1  | 1-0  | 2-0  | 2-1  |
| Antalyaspor         | 2-1  | 2-1  | –––– | 1-1  | 3-2  | 2-1  | 1-4  | 0-2  | 0-3  | 0-0  | 0-0  | 3-2  | 0-0  | 2-1  | 2-0  | 1-0  | 2-1  | 2-1  | 0-2  |
| Beşiktaş            | 4-1  | 1-1  | 4-2  | –––– | 2-1  | 1-2  | 2-1  | 1-0  | 2-1  | 1-2  | 2-4  | 5-1  | 0-2  | 1-3  | 2-0  | 2-0  | 0-0  | 2-0  | 2-1  |
| Bodrumspor          | 3-1  | 0-0  | 0-0  | 0-4  | –––– | 0-1  | 0-1  | 2-4  | 0-1  | 0-1  | 0-0  | 1-0  | 0-1  | 1-0  | 1-1  | 3-1  | 1-2  | 2-0  | 1-1  |
| Çaykur Rizespor     | 3-2  | 3-1  | 2-1  | 1-1  | 0-2  | –––– | 1-0  | 0-5  | 1-2  | 2-0  | 6-3  | 5-2  | 1-1  | 0-1  | 3-0  | 1-1  | 0-1  | 1-1  | 3-1  |
| Eyüpspor            | 6-0  | 3-0  | 2-1  | 1-3  | 4-1  | 1-2  | –––– | 1-1  | 1-5  | 3-2  | 1-0  | 2-0  | 1-3  | 0-3  | 1-1  | 2-1  | 3-0  | 1-0  | 0-0  |
| Fenerbahçe          | 1-0  | 3-0  | 3-0  | 0-1  | 2-0  | 3-2  | 2-1  | –––– | 1-3  | 3-1  | 3-2  | 2-1  | 3-1  | 3-1  | 3-3  | 2-1  | 0-0  | 4-0  | 4-1  |
| Galatasaray         | 3-0  | 1-0  | 4-0  | 2-1  | 2-0  | 5-0  | 2-2  | 0-0  | –––– | 3-1  | 2-1  | 2-1  | 2-0  | 3-3  | 3-0  | 1-0  | 3-2  | 4-1  | 4-3  |
| Gaziantep           | 1-0  | 0-1  | 2-0  | 1-1  | 0-0  | 1-0  | 3-1  | 1-3  | 0-1  | –––– | 2-1  | 2-1  | 3-0  | 2-2  | 1-0  | 3-1  | 0-1  | 2-1  | 0-0  |
| Göztepe             | 3-1  | 0-1  | 1-0  | 1-1  | 2-0  | 3-0  | 1-1  | 2-2  | 0-2  | 1-1  | –––– | 1-1  | 4-1  | 5-0  | 3-0  | 2-0  | 2-2  | 3-2  | 2-1  |
| Hatayspor           | 1-3  | 1-0  | 2-3  | 1-1  | 0-1  | 1-2  | 0-1  | 4-2  | 1-1  | 3-1  | 1-1  | –––– | 2-4  | 1-1  | 0-1  | 2-3  | 0-3  | 3-2  | 1-1  |
| Istanbul Başakşehir | 2-3  | 4-2  | 5-2  | 0-0  | 0-1  | 2-0  | 1-1  | 1-4  | 1-2  | 2-1  | 4-1  | 3-0  | –––– | 2-2  | 1-1  | 1-0  | 4-0  | 1-0  | 0-3  |
| Kasımpaşa           | 2-2  | 2-1  | 0-0  | 1-1  | 0-0  | 3-2  | 2-0  | 0-2  | 3-3  | 2-2  | 1-2  | 5-4  | 2-3  | –––– | 1-2  | 2-3  | 1-4  | 3-1  | 1-1  |
| Kayserispor         | 0-0  | 2-0  | 3-1  | 0-3  | 1-1  | 1-0  | 2-2  | 2-6  | 1-5  | 2-2  | 1-0  | 5-0  | 3-1  | 1-0  | –––– | 3-2  | 0-1  | 1-2  | 0-0  |
| Konyaspor           | 3-1  | 1-2  | 1-1  | 1-0  | 3-1  | 2-1  | 2-1  | 2-3  | 1-2  | 1-0  | 1-0  | 1-1  | 3-2  | 3-3  | 0-0  | –––– | 0-1  | 0-0  | 1-0  |
| Samsunspor          | 3-2  | 1-1  | 2-0  | 0-2  | 4-0  | 2-3  | 3-0  | 2-2  | 0-2  | 2-1  | 4-3  | 2-0  | 2-0  | 0-2  | 2-1  | 0-1  | –––– | 1-0  | 2-1  |
| Sivasspor           | 5-1  | 1-1  | 2-0  | 0-2  | 0-0  | 2-1  | 0-1  | 1-3  | 2-3  | 3-2  | 3-1  | 3-2  | 1-2  | 0-0  | 5-2  | 1-1  | 0-0  | –––– | 0-0  |
| Trabzonspor         | 5-0  | 4-3  | 5-0  | 1-1  | 1-0  | 2-0  | 1-0  | 2-3  | 0-2  | 3-2  | 1-1  | 1-2  | 1-0  | 2-2  | 2-2  | 3-2  | 2-2  | 4-0  | –––– |

## Statistiche

### Individuali

#### Classifica marcatori
Aggiornata al 31 maggio 2025
| Gol |  |  | Giocatore          | Squadra             |
| --- |  |  | ------------------ | ------------------- |
| 26  |  |  | Victor Osimhen     | Galatasaray         |
| 21  |  |  | Krzysztof Piątek   | İstanbul Başakşehir |
| 20  |  |  | Youssef En-Nesyri  | Fenerbahçe          |
| 19  |  |  | Simon Banza        | Trabzonspor         |
| 19  |  |  | Ali Sowe           | Çaykur Rizespor     |
| 15  |  |  | Ciro Immobile      | Beşiktaş            |
| 15  |  |  | Mame Thiam         | Eyüpspor            |
| 14  |  |  | Edin Džeko         | Fenerbahçe          |
| 13  |  |  | Rômulo             | Goztepe             |
| 13  |  |  | Nuno da Costa      | Kasımpaşa           |
| 12  |  |  | Rey Manaj          | Sivasspor           |
| 12  |  |  | Rafa Silva         | Beşiktaş            |
| 12  |  |  | Barış Alper Yılmaz | Galatasaray         |
| 11  |  |  | Dušan Tadić        | Fenerbahçe          |
| 11  |  |  | Bilal Boutobba     | Hatayspor           |